# Где тонко, там и рвётся
«Где тонко, там и рвётся» — комедия в одном действии Ивана Сергеевича Тургенева, написанная в 1848 году.

## История создания
Комедийная пьеса Ивана Сергеевича Тургенева, написанная им в июле 1848 года в Париже и опубликованная в этом же году в одиннадцатом номере журнала «Современник» с посвящением Наталье Тучковой-Огарёвой. Первым упоминанием о новой пьесе было письмо Александра Герцена из Парижа от 5 августа 1848 года.
В 1860 году пьеса отдельной книгой была опубликована в типографии Ф. Т. Стелловского; в 1891 году вошла в девятый том «Полное собрание сочинений в десяти томах» в типографии «И. П. Глазунова»

## Действующие лица
- Анна Васильевна Либанова, помещица, 40 лет.
- Вера Николаевна, её дочь, 19 лет.
- M-lle Bienaimé, компаньонка и гувернантка, 42 лет.
- Варвара Ивановна Морозова, родственница Либановой, 45 лет.
- Владимир Петрович Станицын, сосед, 28 лет.
- Евгений Андреич Горский, сосед, 26 лет.
- Иван Павлыч Мухин, сосед, 30 лет.
- Капитан Чуханов, 50 лет,
- Дворецкий.
- Слуга.

## Сюжет
Действие происходит в имении мадам Либановой, у которой есть молодая дочь Вера. Вера Николаевна, богатая наследница и девушка на выданье, обладала природной красотой и умом. За ней ухаживал молодой человек Владимир Петрович Станицын, сосед Либановой. Но его простота, робость и неуклюжесть препятствовали в установлении взаимной привязанности между девушкой и юношей. Вера не спешила ответить на чувства Владимира Станицына и по другой причине: у её матери Анны Васильевны был ещё один сосед, Евгений Андреевич Горский, видный мужчина средних лет[уточнить], который был для Веры более привлекателен в роли супруга, нежели его товарищ Владимир Станицын. Однако Горский не торопился делать предложение руки и сердца, а Вере нужна была ясность в их отношениях. Девушку оскорбляет такая двойственность натуры Горского, и в конце концов она отвечает согласием на предложение о свадьбе, сделанное ей Станицым.